# Mravljak
Mravljak je priimek več znanih Slovencev:
- Darinka Mravljak (*1965), političarka
- Dušan Mravljak - Mrož (1914—1943), zdravnik in partizan, narodni heroj
- Gvido Mravljak (*1961), pravnik, drž. sekretar
- Franc Mravljak (1882—1970), klasični filolog, gimn. profesor in ravnatelj v Celju
- Ivan Mravljak (1881—1968), klasični filolog, gimn. profesor in ravnatelj v Mariboru
- Ivan Mravljak (*1963), karateist, trener
- Josip Mravljak (1892—1953), zgodovinar
- Jure in Luka Mravljak, sabljača
- Maksimiljan Mravljak, metalurg
- Mihaela Mravljak (1940—2011), pesnica
- Robert Mravljak, policist in veteran vojne za Slovenijo